# Heinrich Büttgen
Heinrich Büttgen (* 4. April 1821 in München; † 10. Dezember 1876 ebenda) war ein deutscher Theaterschauspieler.

## Leben
Er war der Sohn des Hof- und Kabinettschlossers Heinrich Büttgen und sollte ebenfalls den Beruf seines Vaters ergreifen. Allein ihn drängte es unwiderstehlich zur Kunst, er nahm Unterricht bei dem Veteranen der Münchner Bühne, Ferdinand Lang und betrat am 9. April 1844 zum ersten Mal in Ulm die Bühne. Er musste an diesem Abende in nicht weniger als drei Rollen im „Verschwender“ debütieren. Allerdings wurde seine Stellung später besser, und schon seine nächste Partie war der „Kosinski“. Er verließ nach einem Jahre dieses Engagement und kehrte nach München zurück, wo er als Kunsteleve am Königl. Hoftheater aufgenommen wurde. Am 23. Dezember 1845 betrat er diese Bühne zum ersten Mal als „Flurschütz“ im „Tell“. Er blieb dieser Kunststätte fortab, und zwar bis zu seinem Tode treu. 1846 wurde der zum Hofschauspieler ernannt. 1876 erkrankte er schwer und hatte seinen letzten Auftritt am 20. November 1876. Heinrich Büttgen starb kurz darauf im Alter von 55 Jahren in München.

## Grabstätte

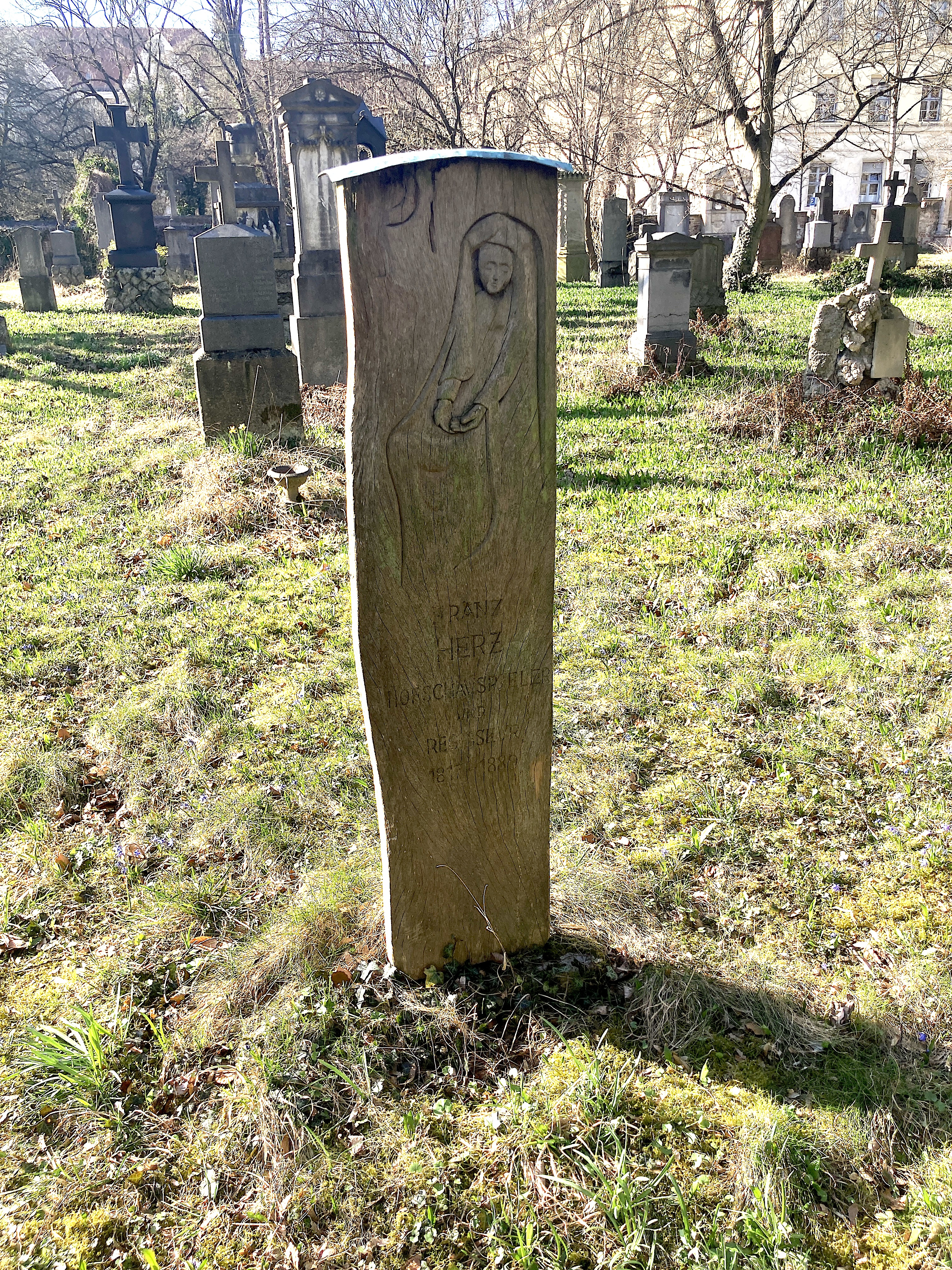
Grab von Heinrich Büttgen auf dem Alten Südlichen Friedhof in München

Die Grabstätte von Heinrich Büttgen befindet sich auf dem Alten Südlichen Friedhof in München (Gräberfeld 6 – Reihe 2 – Platz 32/33) Standort.In dem Grab liegen auch Heinrich Büttgens Frau Jeanette Büttgen und ihr Schwiegersohn Franz Herz, dessen Name auf der Grabstele steht.

## Familie
Verheiratet war Heinrich Büttgen mit Jeanette Büttgen (1824–1884), die ebenfalls eine bekannte Schauspieler war. Deren Tochter Caroline Büttgen war die Ehefrau von Franz Herz.